# Carolina Marcial Dorado
Carolina Marcial Dorado (Camuñas, Toledo, 1889 - Nova York, 25 de juliol de 1941) doctora en Filosofia i Lletres, ambaixadora de la cultura espanyola als Estats Units, entre 1920 i 1941. Distingida amb la Gran Creu d'Alfons XII i la Creu de Plata del Mèrit Civil.

## Biografia

### Primers anys i educació
Carolina Marcial Dorado neix en el si d'una família protestant, el seu pare va ser José Marcial Palacios, pastor de l'església, i la seva mare María Marcial-Dorado, els dos originaris d'Andalusia. L'any 1897, procedent de Sevilla, on havia passat la seva infància, Carolina va iniciar els seus estudis en el International Institute for Girls, (IIGS) una institució Protestant d'educació superior per a dones espanyoles, dirigida per Alicia Gordon Gulick (1847-1903).
Carolina canviava de residència cada vegada que la institució on estudiava es traslladava a un altre lloc, així va passar de Sant Sebastià a Biarritz (durant la guerra entre Espanya i Estats Units), i d'allí a Madrid, l'any 1903, moment en el qual queda òrfena de pare.
En el 1905 a l'edat de 16 anys Carolina Marcial Dorado va fer el seu primer viatge als Estats Units per parlar sobre el treball iniciat en el International Institute a Espanya. En el 1907 va tornar a Madrid per completar el batxiller, que va estudiar en l'Institut Cardenal Cisneros, títol que li va permetre poder anar a la Universitat, tot un assoliment per a una dona en aquells temps.
En 1906 els col·legis de la Junta de Dones Missioneres i el col·legi de Corporació del IIGS, es divideixen. Carolina va entrar a formar part del grup d'onze alumnes tutelades directament per la Lliga de l'Institut Internacional gràcies a un acord aconseguit entre la Corporació del IIGS i la Junta de Dones Missioneres. Com Carolina ja comptava amb títol de batxiller va poder continuar els seus estudis als Estats Units.
Durant la seva estada als Estats Units i Puerto Rico, va seguir estudiant i va treballar com a instructora d'espanyol en el Wellesley College des del 1907 fins al 1911 i a la Universitat de Puerto Rico com a professora ajudant de literatura espanyola des del 1911 fins al 1917. Mentre roman als Estats Units, Carolina Marcial va presentar, a l'abril de l'any 1908, una obra teatral titulada “Rosas de España”, que era obra de pròpia mà, i es va convertir en la primera obra de teatre espanyola que es va representar en Wellesley.

### Trajectòria professional
Després de la seva permanència a Puerto Rico i a Cuba, Carolina Marcial va tornar als Estats Units en 1917, entrant a col·laborar amb l'editorial novaiorquesa, Ginn & Company, responsabilitzant-se del Departament d'espanyol d'aquesta companyia, al mateix temps que exercia treballs com a docent.
Durant el seu treball en aquesta companyia, va publicar les seves dos primers textos de caràcter professional: ”España pintoresca: The Life and Customs Of Spain In Story and Legend", en 1917 i, “Primeras lecciones de español” en 1918, tots dos publicats i reeditats per Ginn and Company.
El setembre del 1918, entra a treballar en el Bryn Mawr College com a “instructora” d'espanyol per un període d'un any, i hi havia un compromís tàcit pel qual havia de ser nomenada professor associat en acceptar-se la seva tesi doctoral a la Universitat de Colúmbia, per la qual cosa en aquest mateix any va acabar signant per treballar durant els tres següents anys, encara que tan sols va treballar allí dos.
Durant el curs 1920-21, Carolina Marcial s'incorpora al Barnard College com a professora associada al Departament de Llengües Romàniques, on es va convertir en la primera directora del departament d'espanyol. Càrrec que ocupà fins al moment de la seva mort, el 25 de juliol de 1941, a conseqüència d'un infart. Va treballar dues dècades en aquesta institució educativa i durant aquest període va aconseguir afavorir l'intercanvi amb Espanya i també amb Hispanoamèrica, amb iniciatives com la creació del Círculo Castellano, en 1922, el nom del qual va canviar al llarg de la seva història (Cículo Hispánico, Spanish Club), amb el qual pretenia fomentar el coneixement de la llengua i cultura espanyoles.
A més, en 1925 entra, amb el càrrec de directora, en el “Bureau pro-Espanya” de la companyia International Telephone & Telegraph (ITT), sent responsable de les “publicacions generals” de la companyia.

## Publicacions
Carolina Marcial Dorado va escriure al llarg de la seva vida un gran nombre d'articles en revistes nord-americanes i espanyoles, de els quals podem destacar com a exemples de relats i llegendes: “El alacrán fray Gómez” o “Las mariposas del Alcázar”.
També va escriure diversos llibres, entre ells: “Primeras lecciones de español”, “Libro tercero de lectura”; “España pintoresca”, o “Trozos modernos”.

## Reconeixements
Ja l'any 1927 el govern espanyol havia distingit a Carolina Marcial Dorado amb la Gran Creu d'Alfons XII i la Creu de Plata al mèrit civil.
Després de la seva defunció també va ser objecte de reconeixement a la seva universitat, la qual va instituir a partir de 1953 una beca amb el seu nom, "The Carolina Marcial Daurat Spanish Scholarship Fund" destinada a un estudiant d'Espanya, o per obtenir el títol de postgrau en espanyol als Estats Units o a l'estranger, o per a un estudiant que s'especialitza en espanyol.